# Raffaele Giacomelli
Raffaele Giacomelli (Roma, 5 de abril de 1878 – 1956) foi um engenheiro aeronáutico, linguista, dialetologista e historiador da ciência italiano.

## Vida
Filho de Francesco Giacomelli, de origem bolonhesa, primeiro astrônomo do R. Osservatorio del Campidoglio, e de Maria née Marucchi, de uma família de professores. O bisavô por lado paterno de Raffaele Giacomelli, também chamado Raffaele, foi um jurista e reitor da Universidade de Bolonha, e seu tio, Orazio Marucchi, foi um conhecido arqueólogo.

## Formação e carreira
Depois do ensino médio no liceo Nazareno Roma, matriculou-se na Universidade de Roma "La Sapienza", onde se formou em matemática e ciências naturais. Após alguns anos lecionando no ensino médio, prestou serviço militar de 1913 a 1918, com o posto de capitão da engenharia militar, no serviço aeronáutico da base da Força Aérea Italiana em Vigna di Valle (cerca de 40 quilômetros a noroeste de Roma). De 1920 a 1930 trabalhou para o instituto aeronáutico central do Ministério da Aeronáutica como editor-chefe de publicações técnicas; foi lecturer e posteriormente responsável pela biblioteca do instituto aeronáutico experimental de Roma. De 1930 a 1940 foi diretor de pesquisa e desenvolvimento em aeronáutica. Giacomelli tornou-se em 1928 umlibero docente ensinando história da mecânica na Escola de Engenharia da Universidade Sapienza de Roma de 1928 a 1948. De 1920 a 1924 dirigiu e editou a publicação anual do Atti dell'Associazione italiana di aeronautica, que foi transformada em 1925 na revista Aerotecnica , da qual foi editor-chefe de 1925 a 1948.
Foi palestrante convidado do Congresso Internacional de Matemáticos em Roma (1908). A estrada Via Giacomelli em Vigna di Valle é nomeada em sua memória.

## Publicações selecionadas
- "An Historical Survey of Italian Aeronautics." The Aeronautical Journal 33, no. 226 (1929): 947–964. doi:10.1017/S0368393100137071
- "The aerodynamics of Leonardo da Vinci." The Aeronautical Journal 34, no. 240 (1930): 1016–1038. doi:10.1017/S0368393100113525
- "Flight in Nature and in Science." The Aeronautical Journal 36, no. 259 (1932): 578–597. doi:10.1017/S036839310011212X
- Gli scritti di Leonardo da Vinci sul volo. G. Bardi, 1936; 366 pages, com prefácio de Cristoforo Ferrari
- Terrorismo aereo nella teoria e nella realtà. Roma: Associazione italiana d'aerotecnica, 1945.
- Bomba atomica e distruzioni in massa. Roma, Editoriale aeronautico, 1947.
  - traduzido como: Atom bomb and mass destruction. Roma, Editoriale aeronautico, 1947.